# Hội Nạn nhân chất độc da cam/đioxin Việt Nam
Hội Nạn nhân chất độc da cam/dioxin Việt Nam (tên tiếng Anh: Vietnam Association for Victims of Agent Orange/dioxin - VAVA) là một tổ chức xã hội tại Việt Nam, chủ trương đoàn kết, tập hợp các nạn nhân bị tổn thương bởi chất độc hóa học, phần lớn là do chất độc da cam có chứa dioxin của các công ty hóa chất Mỹ sản xuất và quân đội Mỹ sử dụng trong chiến tranh Việt Nam (sau đây gọi tắt là Nạn nhân chất độc da cam) và người dân Việt Nam tự nguyện tham gia khắc phục hậu quả chất độc da cam/đioxin..

## Lịch sử
Ngày 10 tháng 1 năm 2004, Hội Nạn nhân chất độc da cam/dioxin Việt Nam (Vietnam Association for Victims of Agent Orange/dioxin - VAVA) được chính thức thành lập nhằm "giúp đỡ, bảo vệ quyền lợi cho những nạn nhân chất độc da cam, góp phần khắc phục hậu quả chất độc hoá học do Mỹ sử dụng trong chiến tranh ở Việt Nam và đại diện cho các nạn nhân chất độc da cam Việt Nam trong quan hệ với các cơ quan, tổ chức trong nước và nước ngoài". Một trong những việc làm đầu tiên của Hội là lập dự án "Giúp đỡ các nạn nhân chất độc da cam trong cuộc sống", đồng thời "tổ chức thu thập hồ sơ chứng cứ tiến hành khiếu kiện dân sự các công ty Mỹ sản xuất chất độc da cam để quân đội Mỹ sử dụng trong chiến tranh".

## Hoạt động
Trung ương Hội cũng đã có định hướng phát triển mở rộng thành lập Hội Nạn nhân chất độc da cam/dioxin địa phương tới 63 tỉnh, thành phố trong cả nước.
Đến nay, đã có 63 tỉnh, thành phố trong cả nước thành lập Hội Nạn nhân chất độc da cam/dioxin. Nhiều tỉnh đã có 100% số huyện, xã có Hội Nạn nhân chất độc da cam/dioxin cấp huyện và cấp xã. Các cấp cơ sở hội nạn nhân chất độc da cam/dioxin Việt Nam đã giúp cho hàng nghìn nạn nhân chất độc da cam làm thủ tục để địa phương giải quyết chế độ; trợ cấp hàng trăm triệu đồng làm nhà ở cho các nạn nhân ở Thái Bình, Thừa Thiên Huế, Đồng Nai; hỗ trợ cho các nguyên đơn tham gia vụ kiện các công ty hóa chất Mỹ sản xuất chất độc này; thăm hỏi tặng quà cho các nạn nhân ở Làng Hòa Bình Thanh Xuân, Làng Hữu nghị Vân Canh (Hà Nội), cơ sở Thiên Phước (TP. Hồ Chí Minh) và các trung tâm chăm sóc nạn nhân CĐDC/dioxin.
Ngày 10 tháng 8 hàng năm đã được chọn làm Ngày vì nạn nhân chất độc da cam.

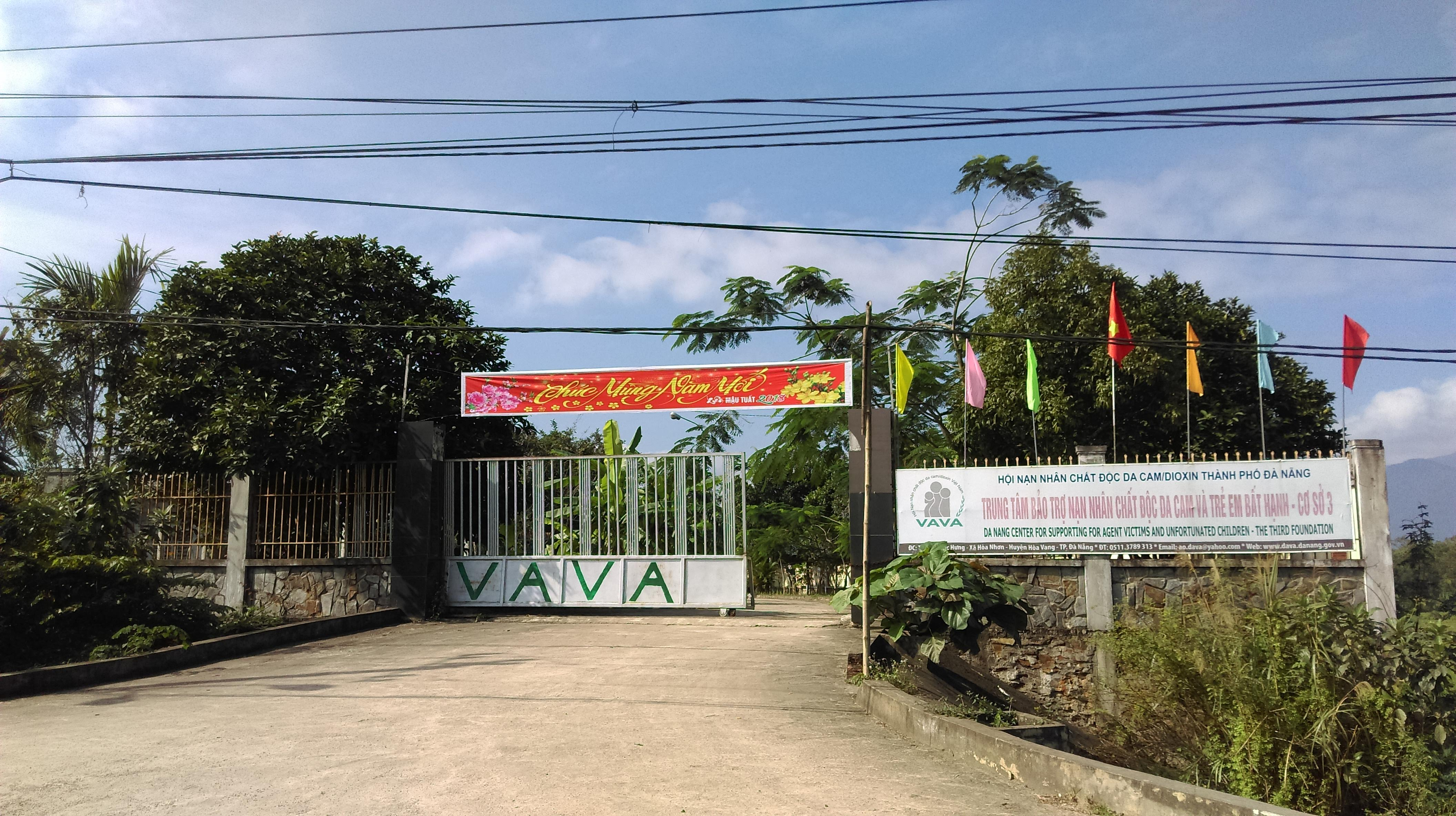
Trung tâm Bảo trợ Nạn nhân Chất độc da cam và Trẻ em Bất hạnh - cơ sở 3, Hòa Nhơn, Hòa Vang, Đà Nẵng.

## Điều lệ Hội
Hội có điều lệ riêng quy định rõ chức năng, nhiệm vụ, quyền hạn, nguyên tắc tổ chức và hoạt động của hội, nguyên tắc tổ chức, hoạt động của hội... có thể được tải về để xem tại đây Lưu trữ ngày 28 tháng 3 năm 2012 tại Wayback Machine.

## Lãnh đạo đương nhiệm
- Chủ tịch danh dự Nguyễn Thị Bình, nguyên Phó Chủ tịch nước Cộng hòa Xã hội chủ nghĩa Việt Nam
- Chủ tịch Nguyễn Hữu Chính, Trung tướng Quân đội nhân dân Việt Nam
- Phó Chủ tịch chuyên trách Đỗ Hồng Lâm, Thiếu tướng tướng Quân đội Nhân dân Việt Nam
- Phó Chủ tịch chuyên trách kiêm Giám đốc Quỹ Nạn nhân chất độc da cam/dioxin Việt Nam Phạm Xuân Hưng, Đại tá Quân đội nhân dân Việt Nam
- Phó Chủ tịch không chuyên trách Nguyễn Hồng Sơn, Thiếu tướng Quân đội nhân dân Việt Nam, PGS.TS, Thầy thuốc Nhân dân

## Lãnh đạo qua các thời kỳ

### Chủ tịch
- Đặng Vũ Hiệp (2004-2008)
- Đỗ Xuân Diễn (quyền Chủ tịch - 2008)
- Nguyễn Văn Rinh (từ 12/2008)
- Nguyễn Hữu Chính (từ 12/2023 đến nay)

### Phó Chủ tịch
- Trần Xuân Thu (2004-2013)
- Nguyễn Trọng Nhân (2004-2011)
- Nguyễn Thị Ngọc Phượng (Từ 2004)
- Nguyễn Khắc Đôn (Từ 2007-2010)
- Trần Ngọc Thổ (từ 2010)
- Nguyễn Thế Lực (từ 2011)
- Hoàng Châu Sơn (từ 2014 -2018)
- Đặng Nam Điền (từ 2019)